# 拉米亞戰爭
拉米亞戰爭（Lamian War）又稱希臘戰爭（Hellenic War）（前323年–前322年），是希臘雅典與其希臘本土盟友埃托利亞人、福基斯人、洛克利斯人等等，聯合反抗馬其頓帝國統治及馬其頓歐洲統帥安提帕特的一場戰爭，這是雅典人最後一場擔當重要角色的戰爭，雅典人在戰敗後同時失去了獨立自主權。
當亞歷山大大帝死於巴比倫的消息傳到希臘後，雅典爆發反馬其頓運動，他們和其他希臘諸邦決定反抗馬其頓霸權。在戰爭初期希臘聯軍占上風，並把安提帕特的軍隊逼逃至色薩利拉米亞城，安提帕特在那裡被希臘聯軍圍困數月之久。列昂納托斯所領的馬其頓援軍前來支援，但他卻在與希臘聯軍的交戰中陣亡，但安提帕特趁這個機會從拉米亞脫逃出來，安然退回馬其頓本土，使戰局逐漸逆轉。當安提帕特得到克拉特魯斯另一批部隊增援之後，他在前322年在色薩利克蘭農戰役中進攻希臘聯軍，並得到全面勝利。戰爭的結果是希臘城邦的反抗受到鎮壓，希臘城邦被剝奪一些權利，一些城邦還受到親馬其頓寡頭和僭主統治。

## 起源
原先亞歷山大大帝頒發希臘各城邦放逐者赦免令（Exiles Decree），使希臘許多城邦厭惡馬其頓的干政與跋扈，由其以雅典為甚，雅典人遂秘密進行反馬其頓計畫。前323年，亞歷山大大帝劇逝，希臘人認為這是一個好機會，在希波拉底斯主導下雅典群眾對亞歷山大之死歡聲雷動，這時雅典將軍利奧斯典納斯已暗地聚集8,000名經驗豐富的傭兵決定開戰。他們派出使者狄摩西尼和希波拉底斯等人去各希臘諸邦遊說，成功聯合其他希臘諸邦一同反抗馬其頓，建立反馬其頓聯盟。聯軍由利奧斯典納斯領導。在海軍方面，雅典人迅速動員，他們很快就武裝200艘戰艦，因為當時馬其頓主力遠在東方，阻止東方的馬其頓軍增援，並在之前擊敗馬其頓攝政安提帕特是這場戰爭勝利的重要關鍵，因此海軍將會影響這場戰爭的勝負。

## 戰況
戰爭一開始，利奧斯典納斯的聯軍先在普拉蒂亞戰役擊敗馬其頓盟友波奧蒂亞人，奪取了溫泉關。馬其頓當時主力都在東方，馬其頓攝政安提帕特手頭僅有一萬出頭的新兵，他連忙派出使者前往東方求援，之後湊齊13,000名步兵、800名騎兵南下色薩利，並在那裡徵召2,000名色薩利騎兵，安提帕特繼續往希臘南進，企圖讓叛亂尚未擴大前就先擊破它。
利奧斯典納斯約兩萬多的聯軍就在溫泉關等待安提帕特的前來，兩軍在溫泉關附近展開決戰，然而色薩利騎兵於戰場上倒戈，安提帕特遭到擊退並退入拉米亞城堅守。利奧斯典納斯決定在此消滅馬其頓軍，聯軍差不多有30,000人，其中雅典方提供15,000人、埃托利亞人出動7,000人，其餘的是其他希臘盟友。希臘聯軍圍攻拉米亞數個月仍攻不下，連聯軍統帥利奧斯典納斯都在圍城戰中陣亡，他的戰死無疑是聯軍一大挫折。
安提菲拉斯接任希臘統帥，然而安提帕特處境仍未好轉，除非東方馬其頓軍隊前來支援。馬其頓赫勒斯滂·弗里吉亞總督列昂納托斯收到求援信來到了馬其頓，並在當地臨時徵招馬其頓人，總計帶著20,000多名步兵、1,500名騎兵南下色薩利救援。希臘聯軍知道列昂納托斯軍隊逼近，趁著馬其頓軍尚未會合，主動撤離拉米亞的包圍，轉與列昂納托斯交戰，並在騎兵戰中擊殺列昂納托斯。儘管馬其頓再度失利，但列昂納托斯軍並沒有受到甚麼大損傷，安提帕特趁這次機會逃離拉米亞，與列昂納托斯留下的軍隊合併後退回馬其頓本土。
在東方，克拉特魯斯也收到安提帕特的求援，他手上擁有亞歷山大大帝時期經驗豐富的老兵，是一支強大的戰力。前322年，馬其頓艦隊司令克利圖斯在兩場海戰阿卑多斯戰役、阿瑪格斯戰役擊敗雅典艦隊，奪得愛琴海制海權。使克拉特魯斯的軍隊可以安然的渡過愛琴海，他帶著一萬多的援軍於色薩利中部與安提帕特會師。此時希臘聯軍不僅在人數、資量上都顯劣勢，兩軍在克蘭農戰役進行決戰。因為馬其頓在步兵方面具有壓倒性的優勢，聯軍遭到擊退，儘管損失不大，但這場戰爭勝負已分，聯軍統帥們不得不向安提帕特議和。

## 結果
戰後，安提帕特不與希臘聯盟整體談和，堅持要希臘城邦各別分開與馬其頓簽訂條約，最後雅典人被迫談和，並改由少數的寡頭統治，需擁有2,000德拉克馬的雅典人才有投票權。這個措施是因為雅典社會底層人民在戰爭前就鼓吹、推動開戰。安提帕特因為雅典狄摩西尼鼓吹拉米亞戰爭，迫使狄摩西尼自殺。而希波拉底斯被雅典判死刑，僅管希波拉底斯逃走，他仍在優卑亞島被抓住處死。
戰爭的結果是希臘對馬其頓統治的反抗受到鎮壓，希臘城邦被剝奪一些權利，一些城邦還受到親馬其頓寡頭和僭主統治。儘管雅典等大多數城邦都投降，埃托利亞人仍繼續反抗馬其頓，直到第一次繼業者戰爭爆發前，雙方停戰。

## 腳註
1. ↑  西西里的狄奧多羅斯. XVIII.8-11 （页面存档备份，存于）
2. ↑  Brill's New Pauly. vol.7 (1995) Engels, J. pp.183
3. ↑  狄奧多羅斯. XVIII.12 （页面存档备份，存于）
4. ↑  Westlake, H. D. The Aftermath of the Lamian War. "Classical Review 63" (1949) 87
5. ↑  狄奧多羅斯. XVIII.12-13. （页面存档备份，存于）
6. ↑  狄奧多羅斯 . XVIII.13-15 （页面存档备份，存于）
7. ↑  狄奧多羅斯. lXVIII.16-17.
8. ↑  狄奧多羅斯. XVIII.17-18 （页面存档备份，存于）
9. ↑  (Oxford Classical Dictionary (1970).pp 535. Dobson. J. & pp 331. Cawkwell, G.

### 古代文獻
- 西西里的狄奧多羅斯 Penelope- U Chicago （页面存档备份，存于） Hypereides,  Funeral Oration
- 普魯塔克, Lives of Phocion （页面存档备份，存于） 23-29 and Demosthenes （页面存档备份，存于） 27-30.

### 現代文獻
- Ashton, N. G. "The Lamian War. A false start?" Antichthon 17 (1983) 47-63.

––––"The Lamian War-stat magni nominis umbra" The Journal of Hellenic Studies, Vol. 104, (1984), pp. 152-157
- Brill’s New Pauly. vol.7 (2005) pp. 183:
- Errington, R. M. Samos and the Lamian war. Chiron 5 (1975) 51-57.
- Martin, G., "Antipater after the Lamian War: New Readings in Vat. Gr. 73 (Dexippus fr. 33)". The Classical Quarterly, New Series, Vol. 55, No. 1 (May, 2005), pp. 301-305
- Oxford Classical Dictionary (1970)
- Oikonomides, A. N. Athens and the Phokians at the outbreak of the Lamian War (= IG II 367). "The Ancient World 5" (1982) pp. 123-127.
- Schmitt, O., Der Lamische Krieg (1992)
- Westlake, H. D. The Aftermath of the Lamian War. "Classical Review 63" (1949) 87-90

## 參閱
- 希臘化時代的希臘
- 繼業者